# Crítica cultural
La crítica cultural o crítica sociocultural és l'exercici de la crítica amb la finalitat d'entendre la realitat social d'un medi o cultura determinada. Per exemple, una anàlisi sociocultural de l'educació dona una visió més complexa i completa dels fets tals com són, és a dir, aquells fets, institucions i mitjans generats per les persones en interacció concreta entre elles i en relació amb el seu entorn, tenint en compte aspectes econòmics, culturals, socials, històrics, polítics, etc.
S'entén, per tant, que la cultura es construeix per les persones que es troben en un lloc concret, en una situació històrica determinada i relacionant-se amb un entorn econòmic, polític i social que les marca i limita, que les determina i alhora capacita.
Existeix una relació significant entre els estudis socioculturals, la crítica social i les teories crítiques de la filosofia social, la sociologia, la pedagogia i altres ciències fonamentalment socials.

## Terminologia
Un crític cultural ocupa amb relació a la vida intel·lectual o artística gairebé la mateixa posició que la que un iconoclasta ocupa amb relació a la vida religiosa, és a dir, en el sentit que la funció d'aquells és desafiar concepcions i pràctiques que han arribat a ser naturalitzades o burocratitzades. El criticisme cultural s'aplica a problemes fonamentals, més que a detalls o milloraments puntuals, partint de la percepció que les coses estan malament o que els valors personals o socials estan mal enfocats o centrats en aspectes incorrectes.
El terme «crítica cultural» ha estat reivindicat per Jacques Barzun, en contrast amb altres autors com Richard Wolin a The Terms of Cultural Criticism: The Frankfurt School, Existentialism, Poststructuralism (1995) on l'usa com una descripció àmplia. L'ús contemporani tendeix a incloure-hi totes les formes de crítica dirigides a una cultura.

## Història
Els crítics culturals van fer la seva aparició durant el segle xix. Matthew Arnold, Thomas Carlyle i John Ruskin són exemples de crítics culturals de l'època victoriana. En Arnold es troba també una preocupació pels assumptes religiosos. Es pot considerar també que els estetes feien un criticisme sociocultural de vegades implícit, a causa de l'equació que es feia entre allò «lleig» de l'entorn de l'època i la pobresa de la vida quotidiana en general. Això no obstant, cal tenir present que la caracterització com a crític d'un individu depèn de l'articulació que faci de la situació. Charles Baudelaire a França i Charles Dickens a Anglaterra poden, per exemple, ser considerats crítics culturals.
Al segle xx, Irving Babbitt a la dreta, Walter Benjamin a l'esquerra o Allan Bloom poden ser considerats crítics socioculturals d'importància. El camp d'estudis ha canviat considerablement, atès que les humanitats han inclòs estudis socioculturals de diverses menes. Amb tot, encara es pot caracteritzar o reconèixer un crític cultural per ser radicalment exigent, amb una visió compromesa més que per buscar l'objectivitat acadèmica.